# Liste der Biografien/Mols
Liste der Biografien |
Portal Biografien |
Personensuche
# |
A |
B |
C |
D |
E |
F |
G |
H |
I |
J |
K |
L |
M |
N |
O |
P |
Q |
R |
S |
T |
U |
V |
W |
X |
Y |
Z |
?
 
Ma |
Mb |
Mc |
Md |
Me |
Mf |
Mg |
Mh |
Mi |
Mj |
Mk |
Ml |
Mm |
Mn |
Mo |
Mp |
Mq |
Mr |
Ms |
Mt |
Mu |
Mv |
Mw |
Mx |
My |
Mz
 
Moa |
Mob |
Moc |
Mod |
Moe |
Mof |
Mog |
Moh |
Moi |
Moj |
Mok |
Mol |
Mom |
Mon |
Moo |
Mop |
Moq |
Mor |
Mos |
Mot |
Mou |
Mov |
Mow |
Mox |
Moy |
Moz
 
Mola |
Molb |
Molc |
Mold |
Mole |
Molf |
Molg |
Molh |
Moli |
Molj |
Molk |
Moll |
Molm |
Moln |
Molo |
Mols |
Molt |
Molu |
Molv |
Molw |
Moly |
Molz
Die Liste der Biografien führt alle Personen auf, die in der deutschsprachigen Wikipedia einen Artikel haben. Dieses ist eine Teilliste mit 18 Einträgen von Personen, deren Namen mit den Buchstaben „Mols“ beginnt.

## Mols
- Mols, Manfred (1935–2016), deutscher Politikwissenschaftler
- Mols, Michael (* 1970), niederländischer Fußballspieler
- Mols, Niels Pedersen (1859–1921), dänischer Tier- und Landschaftsmaler

### Molsb
- Molsberger, Albrecht (* 1956), deutscher Orthopäde
- Molsberger, Josef (* 1934), deutscher Ökonom

### Molsc
- Mölschl, Josef (1929–2019), österreichischer Politiker (ÖVP), Landtagsabgeordneter, Mitglied des Bundesrates

### Molse
- Molsen, Jan (* 1987), deutscher Handballspieler
- Molsen, Jürgen (1936–2025), deutscher Brigadegeneral des Heeres der Bundeswehr
- Molsen, Marius (1899–1971), deutscher Politiker (NSDAP) und Oberbürgermeister Stettins
- Molsen, Uli (* 1947), deutscher Klavier-Pädagoge und Hochschullehrer

### Molsh
- Molsheim, Peter von, Geschichtsschreiber und Verfasser der Freiburger Burgunderchronik

### Molsk
- Molsky, Bruce (* 1955), US-amerikanischer Fiddle- und Banjospieler

### Molsn
- Molsner, Michael (* 1939), deutscher Schriftsteller und JournalistMichael Molsner (* 1939)

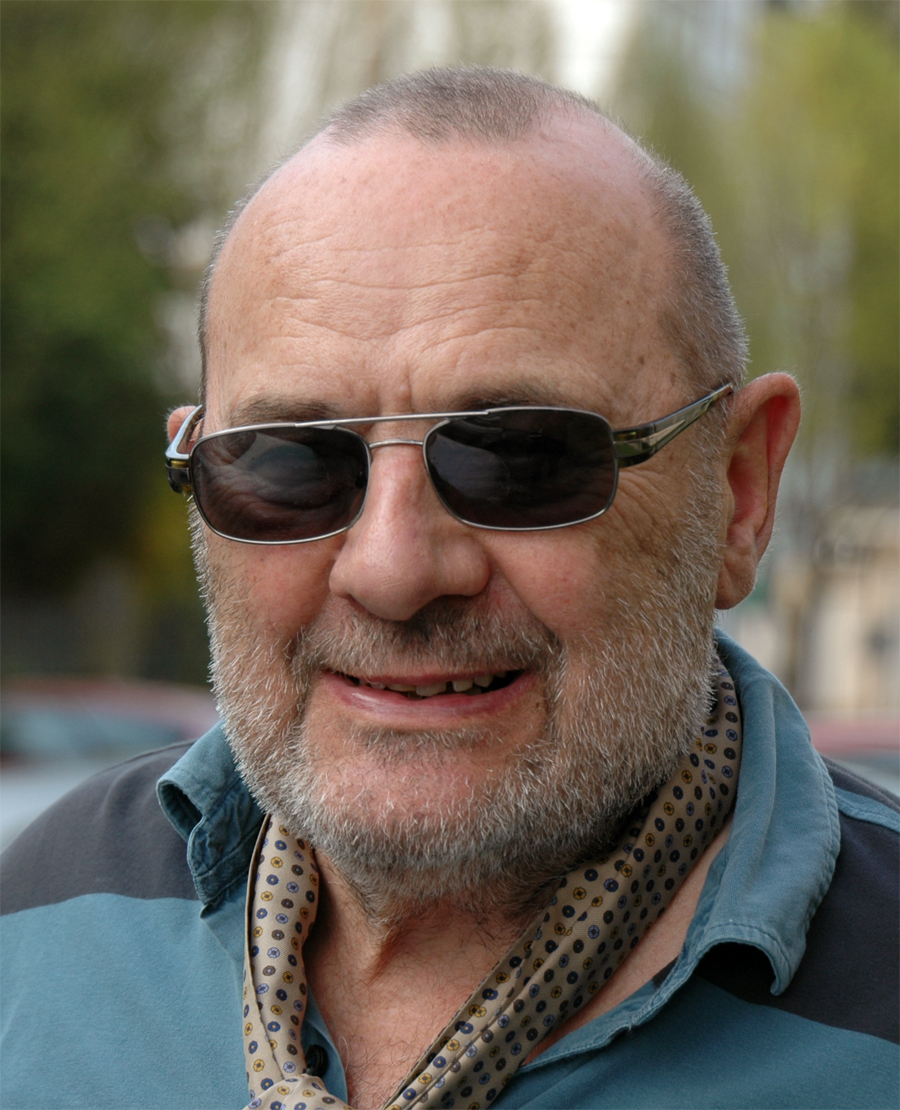
Michael Molsner (* 1939)

### Molso
- Molson, Hugh, Baron Molson (1903–1991), britischer Politiker (Conservative Party), Mitglied des House of Commons
- Molson, John (1763–1836), englisch-kanadischer Bierbrauer, Schiffseigner, Bankier und Politiker
- Molson, Percival (1880–1917), kanadischer Sportler

### Molst
- Mølsted, Christian (1862–1930), dänischer Marinemaler
- Mølster, Morten (1962–2013), norwegischer Gitarrist